# A Herança da Carne
A Herança da Carne (em inglês:  Home from the Hill) é um filme melodramático americano de 1960 estrelado por Robert Mitchum, Eleanor Parker, George Peppard, George Hamilton, Everett Sloane e Luana Patten. Dirigido em CinemaScope por Vincente Minnelli e filmado em Metrocolor, foi produzido por Edward Grainger e distribuído pela MGM. O roteiro foi adaptado do romance homônimo de William Humphrey. O longa-metragem foi inscrito no Festival de Cinema de Cannes de 1960. O  título é  retirado do último verso do poema "Requiem" de Robert Louis Stevenson.

## Enredo
O capitão Wade Hunnicutt (Robert Mitchum), um mulherengo notório e a pessoa mais rica e poderosa de sua cidade no leste do Texas, é ferido por um marido ciumento. A desdenhosa, porém bela esposa de Wade, Hannah (Eleanor Parker), criou seu filho Theron (George Hamilton) para ser dependente dela, mas quando ele chega à idade adulta, seu pai busca ajudar Theron a se "tornar um homem".
Wade apresenta Theron à caça e a outras atividades masculinas sob o olhar atento de Rafe (George Peppard), o leal funcionário de Hunnicutt. Theron admira Rafe, um pouco mais velho e autoconfiante, e rapidamente se torna um atirador habilidoso e caçador. Ele também aprende sobre como lidar com mulheres graças à Rafe.
O novo estilo de vida de Theron o leva a um caso amoroso com Libby Halstead (Luana Patten), uma garota local de família tradicional, mas a animosidade de seu pai, Albert, força um relacionamento secreto. Theron descobre por sua mãe que o motivo do desprezo do pai de Libby é a reputação de Wade como mulherengo, que Rafe é seu meio-irmão ilegítimo e que seus pais não têm intimidade desde antes de seu nascimento.
Theron fica perturbado com o relacionamento disfuncional dos pais e com o tratamento que ele dá a Rafe. Theron rejeita os pais, assim como o conceito de família e, consequentemente, Libby, seu verdadeiro amor. Embora ele não saiba, Libby está grávida, mas ela não quer que sua gravidez seja o motivo do casamento deles. Confusa e desanimada, Libby recorre a Rafe, que, movido pela compaixão, concorda em se casar com ela. Percebendo seu erro, Theron fica arrasado.
No dia do batizado do filho recém-nascido de Libby, seu pai (Everett Sloane) ouve boatos de que o Capitão Hunnicutt é o verdadeiro pai da criança e fica furioso. Wade e Hannah tentam se reconciliar após 17 anos. Depois que Hannah sai do quarto, o capitão é baleado por um agressor desconhecido que escapa. Theron rastreia o assassino de seu pai e descobre que é Albert. Theron mata Albert em legítima defesa e, logo depois, Rafe o alcança. Embora Rafe se oponha, Theron deixa a cidade, prometendo nunca mais voltar.
Vários meses depois, Rafe encontra Hannah no túmulo de Wade. Ele se oferece para incluí-la na vida do neto, e ela lhe mostra que o reconheceu como filho de Wade na lápide.

## Elenco
- Robert Mitchum ....... Capitão Wade Hunnicutt
- Eleanor Parker ....... Hannah Hunnicutt
- George Peppard ....... Raphael 'Rafe' Copley
- George Hamilton  ....... Theron Hunnicutt
- Everett Sloane ....... Albert Halstead
- Luana Patten ....... Elizabeth 'Libby' Halstead
- Anne Seymour ....... Sarah Halstead
- Constance Ford ....... Opal Bixby
- Ken Renard ....... Chauncey
- Ray Teal ....... Dr. Reuben Carson

## Produção
George Hamilton foi escalado depois que os executivos da MGM ficaram impressionados com sua atuação em Crime and Punishment USA (1959). Mais tarde, ele relata: "O que Vincente disse que viu em mim não foi minha alma torturada, mas que eu tinha a qualidade de um menino da mamãe privilegiado, mas sensível".
A dupla formada pelo casal, Harriet Frank Jr. e Irving Ravetch, escreveram o roteiro, fazendo algumas mudanças importantes na história de Humphrey para enfatizar os conflitos centrais. Eles criaram o papel do filho ilegítimo de Mitchum e fizeram de sua esposa uma mulher desejável, embora amarga, em vez da bondosa senhora do livro. Os roteiristas também tentaram capturar a linguagem sulista dos Estados Unidos e anteriormente, também escreveram outro drama familiar ambientado na mesma região, The Long, Hot Summer (1958). O diretor posteriormente afirmou que "[foi] um dos poucos roteiros de filme em que não mudei uma palavra". Algumas cenas foram gravadas em Clarksville e Paris no Texas enquanto o resto do longa-metragem foi filmado na em Oxford perto do campus Universidade do Mississippi.

## Recepção

### Bilheteria e lançamento em outras mídias
De acordo com os registros da MGM, o filme arrecadou US$ 3.275.000 nos Estados Unidos e Canadá e US$ 1,8 milhão em outros lugares, mas devido ao seu alto custo de produção, sofreu um prejuízo de US$ 122.000.
Em 2007, a Warner Home Video publicou uma coleção em DVD da filmografia de Robert Mitchum intitulada de "Robert Mitchum: The Signature Collection", contendo comentários do historiador de cinema Eddie Muller. Foi finalmente disponibilizado em blu-ray no dia 14 de agosto de 2018 com alta-definição.

### Resposta crítica
Durante seu lançamento, a The Spokesman-Review elogiou a atuação de Robert Mitchum e o filme em geral: "Todo homem que já disparou uma arma ou gerou um filho vai querer ver 'Home From the Hill'... É preciso uma considerável divagação pelas estradas e caminhos da emoção para chegar a uma conclusão satisfatória e, graças a Deus, honrosa". Enquanto Bosley Crowther para o The New York Times foi negativo descrevendo que o longa-metragem não tinha foco e que "[...] tudo é sem objetivo, tedioso e de gosto notoriamente duvidoso. Sob a direção de Vicente Minelli, é exageradamente melodramático". Em uma opinião oposta, Jean Domarchi do Cahiers du cinéma define Minnelli como um “diretor onde o cenário se torna ator”: “Uma disposição perfeita a serviço de um cenário notável não é nada, se não revelar, através das particularidades de um set cuidadosamente medido em todos os seus elementos (exteriores e interiores, objetos construídos, etc.), o sentido geral que o mundo que ele narra tem para o diretor”. Jacques Joly - da mesma revista -, que partilha a opinião de Jean Domarchi ("O que é a encenação, senão precisamente o confronto entre uma personagem e um cenário?").
Por seu trabalho em Home from the Hill, Robert Mitchum ganhou seu único grande prêmio de atuação quando o National Board of Review o nomeou Melhor Ator por seu trabalho no longa-metragem, bem como em The Sundowners do mesmo ano. George Peppard também foi nomeado Melhor Ator Coadjuvante por seu desempenho. O filme lançou George Peppard como um astro do cinema. De acordo com o Filmink, "o roteiro foi escrito por Harriet Frank Jr. e Irving Ravetch, que se especializaram em melodramas familiares sulistas picantes (The Long Hot Summer, The Sound and the Fury (1959), Hud (1963)), muitos dos quais estrelados por Paul Newman, e Peppard estava recebendo o calor do "novo Paul Newman".
Home From the Hill é frequentemente reconhecido como um dos grandes momentos de Vincente Minnelli ao final de sua carreira. Em 2007, Dave Kehr citou o longa-metragem como um "exemplo soberbo" desses famosos melodramas, nos quais "os personagens não simplesmente representam seu desconforto com os papéis em que foram colocados ou os relacionamentos que escolheram suportar, mas projetam seus sentimentos no tecido visual e auditivo do filme. Onde os musicais de Minnelli expressam emoções por meio de música e dança, seus melodramas expressam sentimentos por meio da colorização (da qual ele foi um dos grandes mestres do meio) e do seu design de cenário". No website agregador de críticas, o Rotten Tomatoes Home From The Hill tem 90% de aprovação com base em 10 análises da crítica especializada e destas reviews 9 são positivas.